# Конан-варвар (фильм, 1982)
«Ко́нан-ва́рвар» (англ. Conan the Barbarian) — американский фильм 1982 года в жанре фэнтези. Сюжет рассказывает о киммерийце Конане, персонаже повестей Роберта И. Говарда, которые издавались в 1930-х годах в pulp-журналах. Действие фильма разворачивается в Хайбории, вымышленной доисторической эпохе. Адаптированный сюжет был написан режиссёром Джоном Милиусом; продюсером фильма является Дино Де Лаурентис, данной работой также занимались его дочь Рафаэлла Де Лаурентис и Базз Фейтшанс. Композитором выступил Бэзил Поледурис. Главные роли сыграли Арнольд Шварценеггер и Джеймс Эрл Джонс. В центре сюжета — история молодого варвара Конана, который пытается отомстить верховному жрецу культа Змеи Тулса Думу за смерть своих родителей.
Идея снять фильм о Конане появилась ещё в 1970-х годах; в 1975 году Эдвард Р. Прессман и Эдвард Саммер начали подготовку к съёмкам. Им потребовалось два года для получения права на съёмки, после чего они выбрали Арнольда Шварценеггера на главную роль и Оливера Стоуна для написания сценария. Однако у Прессмана не было денег для работы над проектом, и в 1979 году, когда большинство киностудий отказались инвестировать съёмки фильма, он продал проект Дино Де Лаурентису. Джона Милиуса пригласили в качестве режиссёра, и он переписал сценарий Стоуна.
Съёмки проходили в течение пяти месяцев в Испании недалеко от Мадрида и в провинции Альмерия. Декорации, созданные Роном Коббом, основывались на культуре Тёмных веков и на рисунках Фрэнка Фразетты. Милиус решил воздержаться от использования оптических спецэффектов, предпочитая реализовывать свои идеи с помощью механических конструкций и оптических иллюзий. Шварценеггер исполнил бо́льшую часть трюков самостоятельно, а два меча, которыми он сражался, были изготовлены специально для фильма и стоили 10 000 долларов каждый. Редакторская работа заняла больше года; некоторые сцены насилия были вырезаны.
Фильм имел коммерческий успех — кассовые сборы по всему миру составили более 68 млн долларов, однако уровень выручки не позволил отнести фильм к категории «блокбастер». Учёные и критики интерпретировали сюжет фильма как развитие тем фашизма и индивидуализма, причём о первой было высказано в основном отрицательное мнение. Одновременно с этим критики отрицательно отозвались об игре Шварценеггера и присутствующих в фильме сценах насилия. Однако несмотря на это, «Конан-варвар» стал очень популярен среди подростков мужского пола, а Шварценеггеру принёс мировую известность. Фильм получил премию «Сатурн» и 8 номинаций. В 1984 году было снято продолжение — фильм «Конан-разрушитель» режиссёра Ричарда Флейшера. Попытка снять третий, заключительный фильм «Конан-завоеватель» не удалась, подготовленный сценарий был переделан с заменой Конана на Кулла-атланта, после чего фильм был выпущен под названием «Кулл-завоеватель» (1997). В 2011 году появился ремейк «Конана-варвара» с Джейсоном Момоа в главной роли.

## Сюжет
Между временем, когда океаны затопили Атлантиду и взошли сыновья Ариуса, было время, о котором никто не знал. И в это время жил Конан, которому было суждено нести драгоценную корону Аквилонии на своём неспокойном челе. Только я, его летописец, могу поведать тебе эту сагу. Позволь мне рассказать тебе о днях великих приключений.
Действие происходит в Хайборийскую эру — вымышленный период времени, якобы существовавший за много тысяч лет до современной цивилизации. Слоган фильма — изречение Фридриха Ницше «То, что нас не убивает, делает нас сильнее» — также является и закадровым вступлением. Отец Конана выковывает меч и рассказывает сыну о секрете стали и о боге Кроме, подчёркивая важность стали для своего народа.
Конан уходит с ребятами в лес и замечает вражеского разведчика. Он спешит в деревню, но сильный вражеский отряд опережает его. Напавшие врасплох воины безжалосно истребляют всех жителей, поджигают дома. Только немногие жители успевают вооружиться и дать отпор. Отец Конана отбивается от вражеских всадников, предводитель отряда Рексор приказывает убить его. Вражеский томагавк вонзается в спину отца Конана, воины спускают двух боевых псов, которые добивают раненого кузнеца. Предводитель отряда колдун Тулса Дум подходит к матери Конана, та замахивается на него мечом. Тулса Дум взглядом гипнотизирует мать Конана и обезглавливает её. Тулса Дум, Рексор и Торгрим разглядывают меч. Пойманных в деревне детей, в том числе Конана, захватчики продают в рабство. Никто не знает кем были захватчики и куда ушли, Конан запомнил только их штандарт в виде двух змей, обвивающих солнце.
Конана и других невольников приковывают к «Колесу боли», целые дни десятки несчастных вращают огромное колесо. Проходят годы, Конан становится мужчиной, набирается сил и уже в одиночку вращает колесо. Хозяин отводит его на поединок, где неумелый но необычайно сильный варвар приканчивает противника. Хозяин устраивает ему поединок за поединком, обучает своего невольника у лучших учителей боя, обучает его чтению и письму, приводит в нему невольниц. После попойки, где собравшиеся спорят что такое свобода, хозяин неожиданно освобождает Конана. Тот бежит по пустоши, за ним увязывается стая волков. Конан проваливается в могильный курган, где подбирает меч. Затем он встречает отшельницу, оказавшуюся ведьмой, и проводит с ней ночь, та рассказывает ему что он должен идти в Замору. Ведьма едва не убивает Конана, но тот успевает столкнуть её в очаг. Конан встречает прикованного к скале гирканийского лучника Субатая и освобождает его. Вместе они отправляются в королевство Замору (именно там, по словам ведьмы, Конан должен найти то, что он ищет). Попав в столичный город, они узнают о культе Змеи и решают ограбить их храм, находящийся в городе. Подобравшись к храму, они встречают девушку-амазонку Валерию, и вместе проникают в храм.
Конан и Субатай проникают в подвал, где Конан крадёт огромный драгоценный камень, именуемый «Глаз Змеи», охраняемый исполинской спящей змеёй. Капли пота Конана падают на змею она просыпается. Конан уже собирается уходить через ход, но замечает на стене эмблему в виде двух змей, обвивающих солнце. Он прихватывает эмблему, но в этот момент змея нападает на него. Конан с помощью Субатая приканчивает чудовище. Тем временем главный жрец храма, оказавшийся Рексором, приказывает молоденькой послушнице спрыгнуть в подвал к змее. Девушка падает вниз, жрецы с ужасом замечают корчащееся, обезглавленное тело змеи. Охрана поднимает тревогу, но троица воров успевает бежать. Конан дарит «Глаз Змеи» Валерии и они проводят ночь вместе. Их арестовывает королевская стража. Король Озрик просит воров возвратить его дочь, попавшую под влияние культа, даруя в обмен свободу и драгоценности. Валерия и Субатай призывают Конана уклониться от выполнения миссии и сбежать, однако Конан в одиночку отправляется к Горе Власти — месту, где находится главный храм Тулса Дума.
Конан встречает колдуна Акиро (рассказчика), поселившегося в оазисе среди степи. Добравшись до Горы Власти, Конан переодевается в одежду прислужника культа Змеи, но стражники разоблачают его. Тулса Дум рассказывает Конану о силе стали, которую он искал в былые годы, а затем демонстрирует ему силу плоти, приказав молодой девушке-послушнице спрыгнуть с большой высоты. Тулса Дум приказывает распять Конана на Дереве Скорби. Распятый варвар оказывается на грани смерти, однако его спасает Субатай. Он и Валерия просят Акиро помочь Конану. Акиро соглашается призвать духов, чтобы излечить варвара, но предупреждает о том, что они «потребуют большую плату». Духи пытаются похитить Конана, однако Валерия и Субатай отгоняют их. Валерия говорит Конану, что она всегда будет с ним.
Ночью воры проникают через пещеру в главный храм, похищают принцессу и с боем вырываются наружу. Дум поражает Валерию ядовитой змеёй, и она умирает на руках у Конана. Конан устраивает ей погребальный костёр, а затем готовится к бою с армией Дума. Конан и Субатай окружают скалы оазиса кольями, ставят ловушки, а на видном месте привязывают принцессу.
Отряд Тулса Дума попадает в засаду, герои истребляют вражеских воинов одного за другим. Торгрим погибает, попав в ловушку. Рексор внезапно обрушивается на Конана, но ему на помощь приходит дух Валерии. Конан и Рексор сходятся в открытом бою, Рексор вооружён мечом отца Конана. Однако меч Конана оказывается крепче и меч Рексора ломается, Конан убивает Рексора. Поняв, что бой проигран, Тулса Дум пытается поразить принцессу ядовитой змеёй, но Субатай спасает её и она окончательно приходит в себя. Опозоренный Дум уезжает.
Итак, Конан вернул своенравную дочь короля Озрика домой. И не имея больше дел в тех местах, он и его товарищи отправились в путешествие на Запад. Конан прошёл много войн и схваток. Слава и страх сопровождали его имя, и позднее он стал королём… и эту историю также следует поведать.
Принцесса помогает Конану незаметно проникнуть в храм Тулса Дума, пока тот обращается к своим прислужникам. Дум пытается загипнотизировать Конана, но тот опустив голову видит в своей руке обломок отцовского меча и наносит удар Думу. Дум зажимая рукой рану силится обратиться к поклонникам, но Конан на их глазах обезглавливает его и сбрасывает вниз голову . Адепты Дума бросают свечи в водоём и расходятся, Конан поджигает храм и возвращает принцессу домой.

## Персонажи

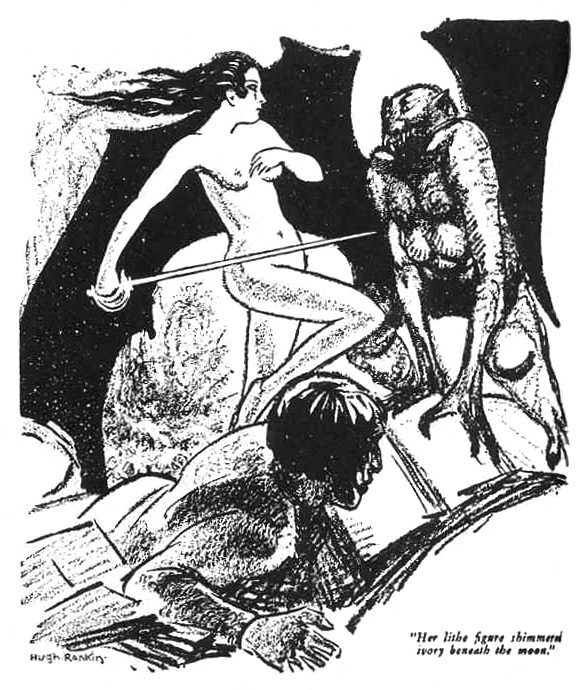
Смерть и воскрешение Белит из рассказа «Королева чёрного побережья» (опубликованного в журнале Weird Tales) аналогичны судьбе Валерии из фильма

Персонаж Конан и мир Хайбории были основаны на творчестве писателя Роберта Говарда 1930-х годов. Его рассказы о варваре, публикуемые в журнале Weird Tales приобрели популярность среди читателей; приключения Конана в жестоком и таинственном мире, наполненные кровью и безжалостными убийствами, удовлетворяли желание читателя стать «могущественным великаном, живущим по собственными правилам». Начиная с 1960-х годов, Конан привлёк более широкую читательскую аудиторию, когда в свет вышли романы о Конане авторства Лайона Спрэга Де Кампа и Лина Картера. Изображения Фрэнка Фразетты к этим романам закрепили образ Конана как «мужественного, хорошо владеющего оружием и жестокого варвара». Джон Милиус, режиссёр фильма, намеревался сделать Конана «мифическим героем североевропейской расы». Дэнни Пири описывал Конана как «мускулистого, величественного, смышлёного, но иногда бессовестного человека». Дон Геррон подчёркивал, что личность Конана в фильме существенно отличается от его литературного образа. В книгах Конан не терпит ограничений своей свободы и сопротивляется обращению себя в рабство, тогда как в фильме он покорился, хотя позднее был освобождён. В рецензии Роберта Гарсии в журнале American Fantasy подчёркивается, что «этот Конан менее могущественен, менее разговорчив и менее образован, чем Конан Говарда».
Персонаж Валерия основывается на двух женских персонажах из историй Говарда. Девушка с тем же именем помогала Конану в рассказе «Гвозди с красными шляпками», а личность и судьба Валерии основаны на сюжете королевы пиратов Белит из истории «Королева чёрного побережья». По мнению литературоведа Кристины Пассман, Валерия в фильме представляет собой прекрасный архетип «хорошей» амазонки в кинематографе — ожесточённой, но окультуренной женщины-воина. Кинокритик Рикки Шубарт также назвала Валерию «хорошей» амазонкой, которая движима любовью, а не альтруизмом. Отмечалась схожесть между доблестью Валерии и Конана в боях, а также между их поведением и статусом. Преданность и любовь к Конану делают Валерию «чем-то бо́льшим, чем просто ценным компаньоном для него»; она отражает «возможности человеческого счастья». Её пожертвование собой ради Конана и последующее короткое воскрешение демонстрируют, что самоотверженный героизм приносит «посмертную славу». Имя Валерии в фильме не упоминается; единственная сцена, где она представилась своим именем, была вырезана.
Другой соратник Конана, Субатай, был создан Милиусом по образу и подобию одного из полководцев Чингисхана, Субэдэя. Согласно мнению кинокритика Роджера Эберта, Субатай выполняет роль «классического литературного лучшего друга» — он помогает варвару расправиться с гигантской змеёй и спасает от смерти после распятия; во время сожжения тела Валерии вор начинает плакать, пояснив: «Он Конан, киммериец. Он не будет плакать, так что я плачу за него». Субатай явно исповедует тенгрианство, судя по его словам: "Мой бог — само Вечное Небо".
Враг Конана, Тулса Дум, представляет собой сочетание двух образов, созданных Говардом. Его имя происходит от отрицательного персонажа историй Говарда об атланте Кулле, также за основу был взят персонаж Тот-Амон, стигийский волшебник из рассказа «Феникс на мече». Дум напомнил критикам Джима Джонса, основателя религиозной организации «Храм народов», чьи последователи по его приказу совершили массовое самоубийство. Милиус рассказывал, что в основу культа Змеи легли его исследования древних организаций ассасинов и тугов.

### В ролях
| Актёр                | Роль         |
| -------------------- | ------------ |
| Арнольд Шварценеггер | Конан        |
| Джеймс Эрл Джонс     | Тулса Дум    |
| Макс фон Сюдов       | король Озрик |
| Сэндал Бергман       | Валерия      |
| Джерри Лопес         | Субатай      |
| Валери Кеннессен     | принцесса    |
| Свен-Оле Торсен      | Торгрим      |
| Бен Дэвидсон         | Рексор       |
| Мако Ивамацу         | Акиро        |
| Уильям Смит          | отец Конана  |

## История создания
Начиная с 1970-х годов экранизация историй о Конане оказалась затруднительна из-за проблем с авторским правом. Компания Lancer Books приобрела права в 1966 году, однако в результате юридических споров относительно права на публикацию судом был наложен запрет на издание ей рассказов о Конане. В 1975 году художник Эдвард Саммер предложил Конана в качестве потенциального проекта исполнительному продюсеру Эдварду Р. Прессману, и после ознакомления с комиксами и рисунками Фразетты Прессман дал согласие. Получение права на экранизацию заняло 2 года. В судебный процесс были вовлечены Гленн Лорд и Лайон Де Камп, образовавший компанию Conan Properties Incorporated для приобретения лицензии на все связанные с Конаном материалы, после чего Прессман вскоре получил права на экранизацию. Он потратил более 100 000 долларов на юридические услуги, которые помогли завершить процесс, а права стоили ему ещё 7500 долларов.
Успех фильма «Звёздные войны. Эпизод IV: Новая надежда» в 1977 году усилил заинтересованность Голливуда в создании фильмов, изображающих «героические приключения в сказочных землях». Внимание киноиндустрии было обусловлено популярностью Конана среди молодых американцев, покупавших издания с рисунками Фразетты и адаптации от Marvel Comics. Джон Милиус впервые изъявил желание снять фильм о Конане в 1978 году, после завершения съёмок фильма «Большая среда», продюсером которого был Базз Фейтшанс, часто работавший с Милиусом. Милиус и Фейтшанс обращались к Прессману, однако по ряду вопросов между ними возникли разногласия.

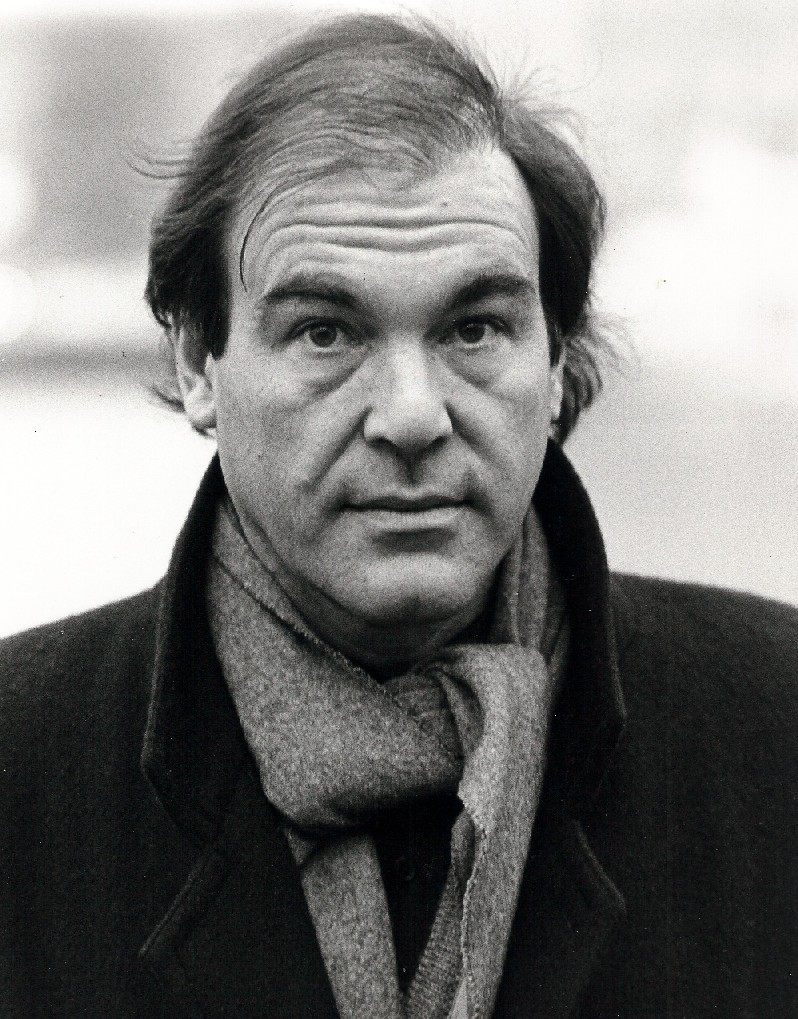
Оливер Стоун (фотография 1987 года) присоединился к проекту в качестве «именного сценариста»

Оливер Стоун присоединился к проекту после того, как Paramount Pictures предложила первоначальный бюджет фильма 2,5 млн долларов при условии, что в съёмочной группе будет «именной сценарист». После вступления Стоуна в команду Прессман попросил Фрэнка Фразетту стать «визуальным консультантом», однако между ними возникли разногласия. На должность художника был нанят Рон Кобб, только что завершивший дизайнерскую работу над фильмом «Чужой». Создав серию набросков для Прессмана, Кобб ушёл и присоединился к другому проекту Милиуса.
Для реализации задуманного сценария требовалось 40 млн долларов; Прессман, Саммер и Стоун не могли найти студию, готовую финансировать такой проект. Компания Прессмана испытывала финансовые трудности, и для поддержания проекта он взял заём в банке. Трудности возникли и с поиском подходящего режиссёра. Стоун и Джо Элвс, участвовавший в создании фильма «Челюсти 2», изначально планировались на должности сорежиссёров, но Прессман сказал, что это «была абсолютно безумная идея, они с места не сдвинулись». Стоун также сообщал, что просил Ридли Скотта, завершившего работу над «Чужим», занять пост режиссёра, но получил отказ.
Кобб продемонстрировал Милиусу свою работу над «Конаном» и сценарий Стоуна, что, согласно его словам, вновь пробудило интерес Милиуса — режиссёр связался с Прессманом, и они пришли к соглашению, по которому Милиус станет снимать фильм в том случае, если ему позволят внести коррективы в сценарий. Милиус был известен в киноиндустрии своими сценариями для фильмов «Грязный Гарри» (1971) и «Высшая сила» (1973). К тому моменту у него был подписан контракт на съёмки фильма для Дино Де Лаурентиса, влиятельного продюсера фильмов жанра фэнтэзи. Милиус придумал заняться «Конаном» вместе с Де Лаурентисом, и после годовых переговоров Прессман и Де Лаурентис пришли к соглашению стать сопродюсерами. Де Лаурентис взял на себя финансирование и продюсирование, а Прессман отказался от претензий на прибыль от фильма, но согласился с изменениями в сценарии, набором актёров и утверждённым режиссёром. Дино Де Лаурентис возложил ответственность за продюсерскую работу на свою дочь Рафаэллу и Базза Фейтшанса. Формально Милиус был назначен на должность режиссёра в начале 1979 года, а Кобб занял пост художника. Де Лаурентис договорился с компанией Universal Pictures о том, что она займётся распространением фильма на территории США. Студия также установила бюджет фильма в 17,5 млн долларов и подготовила ещё 12 млн для рекламных целей.

### Подбор актёров

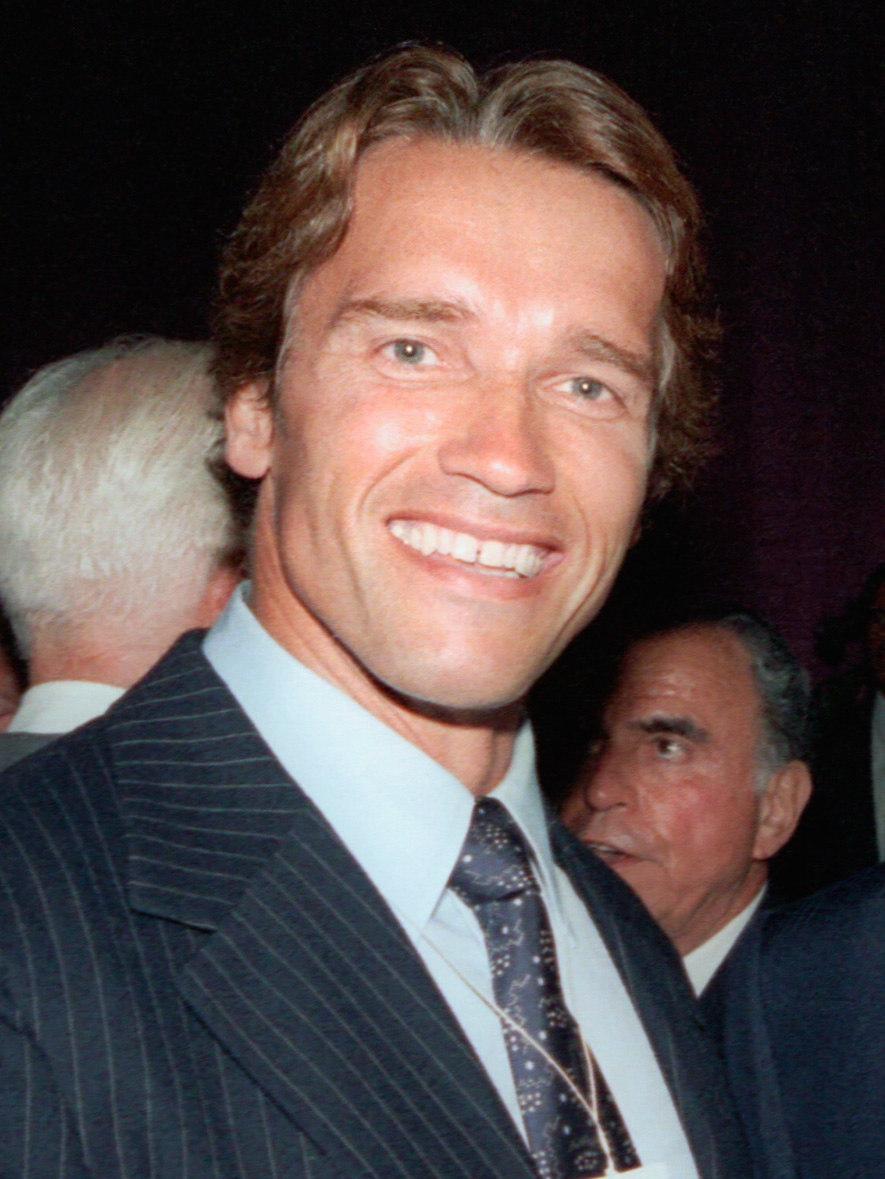
Эд Прессман и его коллеги видели в Арнольде Шварценеггере (фотография 1984 года) воплощение Конана-варвара

Пока группа работала над защитой прав на фильм, Прессман и Саммер размышляли над тем, кто выступит в главной роли. Саммер рассказывал, что на роль Конана предполагались Чарльз Бронсон, Сильвестр Сталлоне и Уильям Смит; все трое имели мускулистое телосложение. Однако в 1976 году продюсеры ознакомились с рабочей версией фильма «Качая железо» и пришли к выводу, что Арнольд Шварценеггер идеально подойдёт на роль Конана. По словам Шварценеггера, присоединиться к проекту его убедили «простая манера» и «огромная внутренняя сила» Прессмана. Пол Сэммон, писавший для журнала Cinefantastique, отмечал, что бывший чемпион среди культуристов был практически «живым воплощением творчества Фразетты». За роль Шварценеггер получил 250 000 долларов; согласно условиям заключённого с ним договора, он не мог сниматься в других фэнтэзи-фильмах. Шварценеггер считал, что данный фильм был для него хорошей возможностью зарекомендовать себя в индустрии развлечений.
Благодаря усилиям Прессмана Шварценеггер сохранил роль Конана даже после того, как проект был продан Де Лаурентису. Милиус хотел, чтобы главный герой выглядел более атлетично, поэтому Шварценеггер до начала съёмок тренировался в течение 18 месяцев; кроме бега и подъёма тяжестей, он занимался скалолазанием, верховой ездой и плаванием. Так он сбросил 15 кг со 109 кг, до 95 кг. Кроме роли Конана, ещё две главные роли были исполнены начинающими актёрами. Роль Субатая досталась сёрферу Джерри Лопесу, ранее игравшему роль самого себя в «Большой среде» Милиуса. До начала съёмок Шварценеггер на месяц остановился в доме Лопеса, где проводил с ним репетиции. Роль Валерии исполнила танцовщица Сэндал Бергман, принимавшая участие в крупных театральных постановках и киносъёмках. Милиусу её порекомендовал Боб Фосс, ранее работавший вместе с ней на съёмках фильма «Весь этот джаз» (1979); после коротких проб она была утверждена на роль.
Милиус рассказывал, что были выбраны те актёры, которые и по внешности, и по характеру соответствовали персонажам фильма. Он хотел, чтобы у актёров не было предубеждений относительно своих ролей. При работе с начинающими актёрами Милиус позволял им улучшать свои навыки и подстраивал сценарий под их возможности, хотя и имел окончательное ви́дение фильма. Для того чтобы улучшить свою речь, Шварценеггер в 1980 году брал уроки у актёра Роберта Истона. Его первой речью в фильме стало перефразирование слов Чингисхана о хороших вещах в жизни, которое актёр исполнил с сильным австрийским акцентом. Критики позднее сообщали, что текст звучал примерно следующим образом: to crush your enemies — see dem (them) driven before you, and to hear the lamentations of dair vimen (their women) (рус. «сокрушать твоих врагов, видеть, как они убегают от тебя, и слышать плачи их женщин»). В дальнейшем Шварценеггер интенсивно тренировался говорить, в чём ему помогал Милиус. Все его последующие речи репетировались по меньшей мере 40 раз. У Лопеса также возникали трудности — хотя Милиус и был удовлетворён его работой, в окончательной версии фильма диалоги Субатая были переозвучены театральным актёром Сэбом Симоно. Как сообщалось ближе к выходу фильма, это было сделано из-за того, что Лопес не сумел «поддержать нужное качество своего голоса».
На другие роли предполагались Шон Коннери и Джон Хьюстон. Джеймс Эрл Джонс и Макс фон Сюдов, по словам Милиуса, были наняты с надеждой на то, что смогут вдохновить Шварценеггера, Бергман и Лопеса. Джонс к тому времени был достаточно опытным актёром, участвовавшим в многочисленных постановках театра и кино и имеющим награды. Фон Сюдов был шведским актёром, имевшим международную известность. Роль Тулса Дума была предложена Джонсу, пока он рассматривал возможность принять участие в съёмках фильма Grendel Grendel Grendel; узнав о том, что это анимационный фильм, Джонс прочитал сценарий «Конана» и согласился на роль Дума. К началу съёмок Джонс также участвовал в театральном спектакле A Lesson to Aloes, поэтому вместе со съёмочной группой он координировал свой график так, чтобы в нужное ему время посещать съёмки. Джонс также проявлял интерес к актёрской игре Шварценеггера и часто помогал ему.
Японский актёр Мако Ивамацу (известный как Мако), также будучи опытным актёром, был приглашён в проект Милиусом; ранее он играл многочисленные роли в театре и кино, и номинировался на «Оскар» и «Тони». В фильме Мако исполнил роль волшебника Акиро и озвучил вступление к фильму. Уильям Смит, изначально планировавшийся на главную роль, исполнил роль отца Конана. Двух помощников Дума сыграли Свен-Оле Торсен, датский культурист и мастер по каратэ, и Бен Дэвидсон, бывший член команды игроков в американский футбол Oakland Raiders. Роль ведьмы исполнила Кассандра Гава. В Испании Милиус нанял более 1500 человек для массовки. В фильме также сыграли профессиональные актёры из Европы: Валери Кеннессен, исполнившая роль дочери Озрика, Хорхе Сэнз, сыгравший 9-летнего Конана, и Надиуска в роли его матери.

### Написание сценария

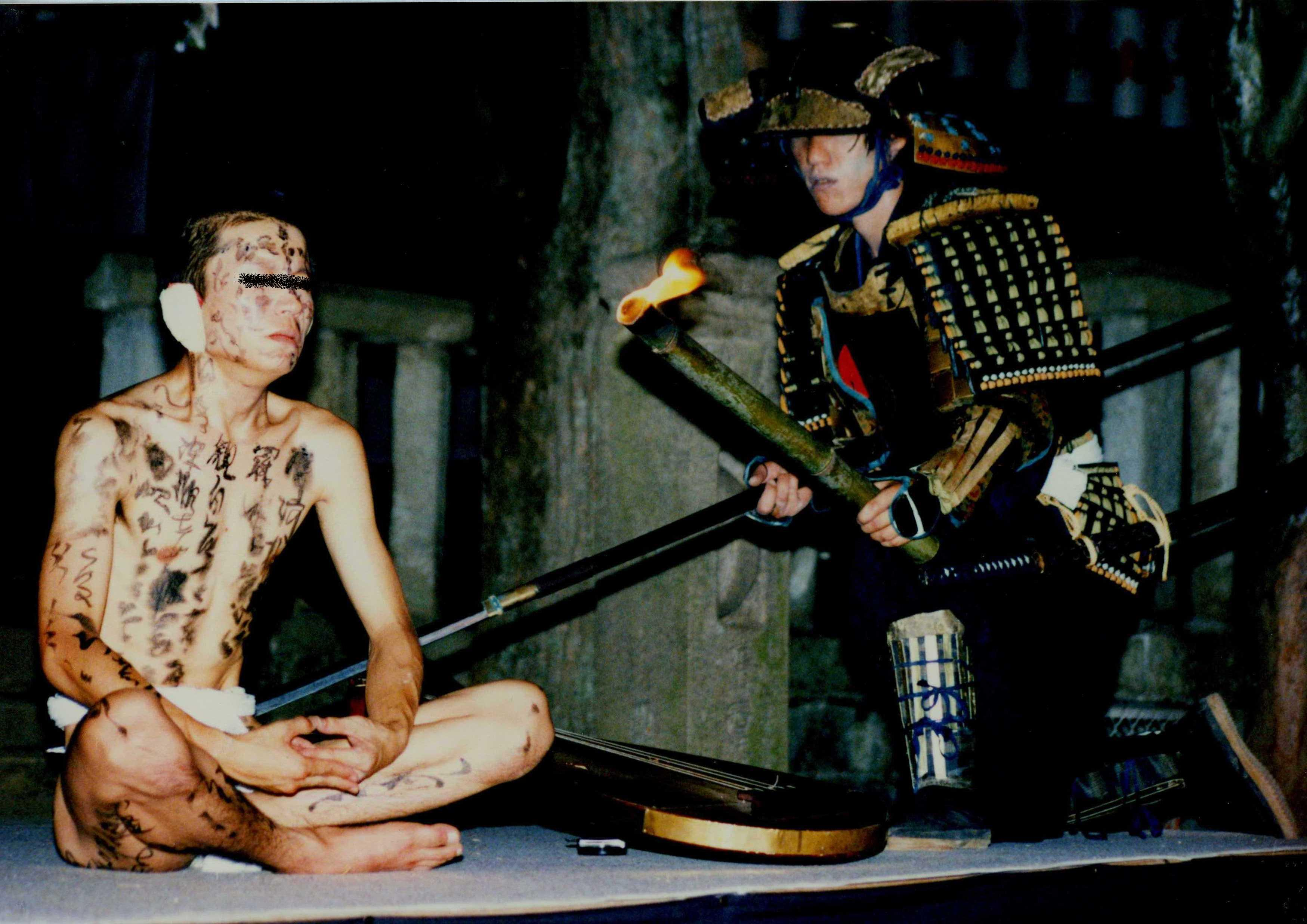
Идея нарисовать символы на теле Конана, чтобы защитить его от ду́хов, была заимствована из японской сказки Hoichi the Earless (на изображении театральная постановка)

Проработка сюжета к фильму о Конане началась в 1976 году; Саммер сформировал первые представления о сюжете вместе с Роем Томасом, автором комиксов, много лет писавшим их для Marvel Comics. История Саммера и Томаса, в которой Конан был нанят «хитроумным жрецом, чтобы убить злого колдуна», в значительной степени базировалась на рассказе Говарда «Сплошь негодяи в доме». После прихода в проект Оливера Стоуна данный вариант сценария был заброшен. Стоун к тому моменту страдал наркоманией, и сценарий был написан им под воздействием наркотиков; результат был назван Милиусом «лихорадочной мечтой наркомана», хотя и впечатляющей. По словам Шварценеггера, Стоун завершил свою работу в начале 1978 года. Черпая вдохновение из произведений Говарда «Чёрный колосс» и «Родится ведьма», Стоун предложил историю длительностью в 4 часа, где герой обеспечивает защиту королевства принцессы. История Стоуна разворачивается не в далёком прошлом, а в постапокалиптическом будущем, в котором Конан ведёт армию в бой против 10 000 мутантов.
Когда Милиус уже был назначен режиссёром, работу по написанию сценария он взял на себя. Хотя в титрах Стоун был указан как соавтор сценария, он говорил, что Милиус не внёс в окончательный вариант сценария ни одно из его предложений. Однако некоторые сцены, разработанные в начальных вариантах сценария, в фильм всё-таки вошли, например, распятие Конана, прямо заимствованное из истории «Родится ведьма», и восхождение на вершину башни Змей, взятое из рассказа «Башня Слона». Ритуалы в храме Змеи и схватка Конана с гигантской змеёй взяты из рассказа «Тени Замбулы». Одним из нововведений Милиуса было расширение краткого изложения Стоуна касательно детства Конана, налёта на деревню киммерийцев, обращения детей в рабство и тренировки Конана в качестве гладиатора. Милиус также внёс элементы, взятые из других фильмов. Японская мистическая сказка Hoichi the Earless, лёгшая в основу фильма «Кайдан» режиссёра Масаки Кобаяси, заложила идею нарисовать символы на теле Конана и внедрить в сценарий стаю призраков. Сюжет фильма «Семь самураев» режиссёра Акиры Куросавы (1954) лёг в основу последнего боя Конана с отрядом Дума. Милиус также включил в фильм сцены из творчества о Конане других авторов; обнаружение гробницы и нахождение в ней меча основано на истории Де Кампа и Картера «Вещь в склепе». Согласно мнению кинокритика Дерека Элли, сценарий Милиуса со всеми оригинальными идеями и отсылками был близок к идеалам Говарда относительно Конана.

### Съёмки
Знай, о принц, что между годами, когда океаны затопили Атлантиду и взошли сыновья Ариуса, была эпоха, о которой никто не знал;… В ней жил я, Конан, вор, разбойник, убийца, который ступил на драгоценные троны земли. Но сейчас мои глаза потускнели. Сядь рядом со мной, мне осталось не так много. Позволь мне рассказать тебе о днях великих приключений.
Съёмки начались в Великобритании на студии Shepperton Studios в октябре 1980 года. В начале Шварценеггер, загримированный под престарелого короля Конана, зачитал выдержку из «Немедийских хроник», которую также использовал Говард в качестве вступления к рассказам. Изначально данный эпизод планировался как трейлер, однако Милиус решил использовать его как вступление к фильму. Согласно словам Кобба, Лаурентис и Universal Pictures были обеспокоены акцентом Шварценеггера, так что Милиус согласился переместить этот эпизод в конец фильма.
Изначально местом для съёмок была Югославия, однако по причине возможного наступления нестабильности в стране после смерти Иосипа Броз Тито и осознания, что югославская киноиндустрия не имеет достаточно совершенных технических средств для съёмок полнометражного фильма, продюсеры перенесли съёмки в Испанию, где проводить их было менее затратно и была лучшая возможность для поиска соответствующих ресурсов. Перемещение заняло несколько месяцев; съёмочная группа и оборудование прибыли на место в сентябре, а съёмки были начаты 7 января 1981 года. Продюсеры выделили 11 млн долларов на съёмки в Испании, из которых около 3 млн было потрачено на постройку 49 объектов. Рабочая бригада увеличилась с 50 до 200 человек; были наняты люди из Великобритании, Италии и Испании.
Штаб-квартирой съёмочной группы служил большой склад за территорией Мадрида, в нём же располагались интерьеры башни Змей и храма Дума; остальные интерьеры располагались в другом складе, арендованном для съёмок. Декорации башни Змей также были сооружены в заброшенном ангаре испанских ВВС. Сама башня была построена на месте ангара; по ней же актёры и поднимались во время съёмок соответствующей сцены.

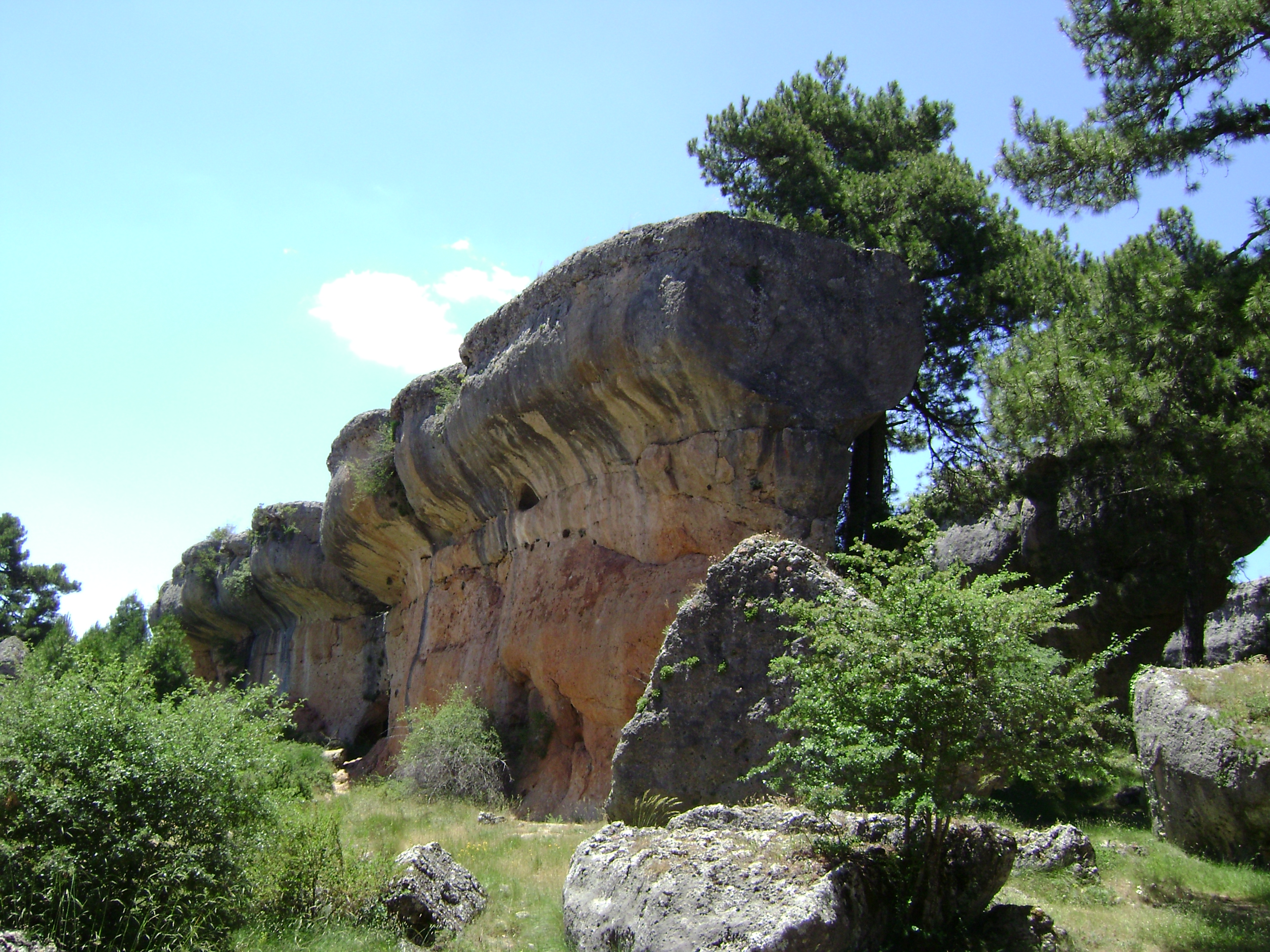
Скалистые образования в Сьюдад Энкантада послужили площадкой для съёмок фильма

Группа сняла несколько внешних сцен на территории за пределами Мадрида; деревня киммерийцев была сооружена в лесу недалеко от горнолыжного курорта южнее Сеговии. Приблизительно 1 млн. испанских песет (12 084 доллара) был потрачен на мраморную стружку, имитирующую снег. Встреча Конана с ведьмой и Субатаем была снята в окрестностях гор Сьюдад Энкантада в провинции Куэнка. Наиболее открытые сцены снимались в Альмерии, отличавшейся полупустынной местностью, различными земными поверхностями (пустыни, пляжи, горы), и присутствием строений древнеримской и мавританской архитектур, которые послужили в качестве окружения.
Сцена распятия Конана была снята в марте 1981 года среди песчаных дюн юго-восточного побережья Альмерии. Древо Скорби было создано при помощи гипса, пенопласта, древесины и стали. Оно было размещено на поворотном круге, что позволяло вращать его и тем самым при необходимости обеспечивать нужный угол падения тени в течение трёх дней съёмок сцены. Шварценеггер во время съёмок сидел на сиденье велосипеда, а к его запястьям и ногам были прикреплены накладные гвозди. Сцена, где Валерия и Субатай отгоняют призраков, и последний бой с воинами Дума были сняты в солончаках Альмерии. Подобие руин было создано при помощи песочных холмов. Действия съёмочной группы вызвали протесты среди энвайронменталистов, и продюсеры пообещали восстановить поверхность после завершения съёмок.

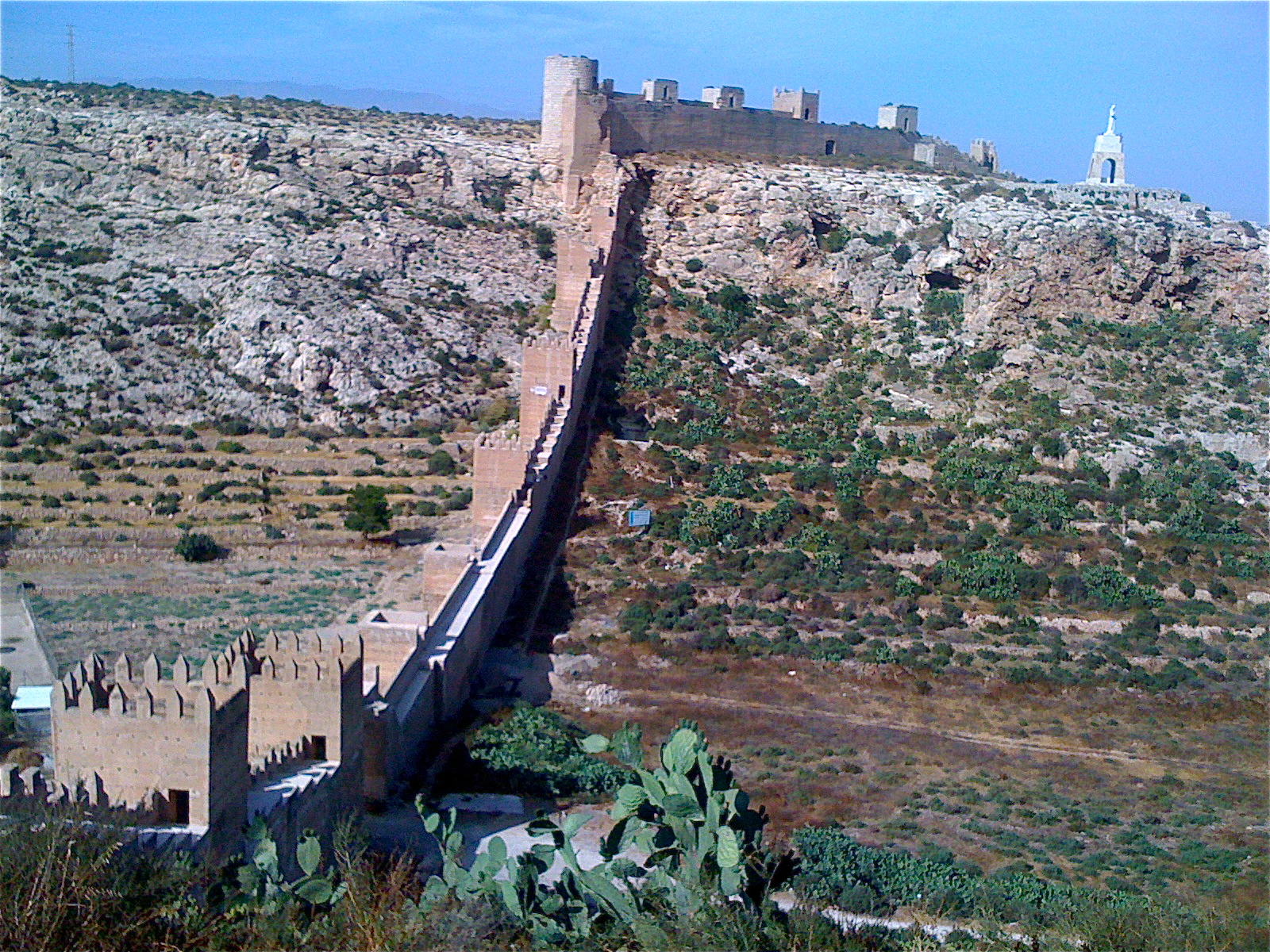
Сцена рынка снималась в стенах алькасабы в Альмерии

Храм Сета был сооружён в горах западнее Альмерии. Ширина строения составила 50 метров, а высота — 22 метра. Это было одно из наиболее дорогих зданий — его стоимость составила 350 000 долларов, а сконструировано оно было с использованием различных пород дерева, лаков и нескольких тонн бетона. Протяжённость лестницы составила 120 шагов. Милиус и съёмочная группа также использовали исторические памятники и пейзажи из более ранних фильмов. Сцена рынка была снята в алькасабе Альмерии, которой при помощи декораций был придан вид комплекса из вымышленной Хайбории. При создании города Шадизара был задействован форт, ранее фигурировавший в фильме «Кондор» (1970) и переделанный под вид древнего города.
Большие здания стоили дорого, а Милиус не хотел полагаться на оптические эффекты и каширование (в виде нарисованных ландшафтов). Вместо этого команда прибегла к технике миниатюрного эффекта, чтобы создать иллюзию величины в некоторых сценах. Модели структур были сконструированы декоратором Эмилио Руисом и размещены прямо перед камерами таким образом, что в фильм они вошли как масштабные строения; окрестности Шадизара при помощи данной технологии были увеличены более чем в два раза. Руис создал 8 основных миниатюрных моделей, включая дворец Шадизара и сам город, площадь которого составила 11 квадратных метров.

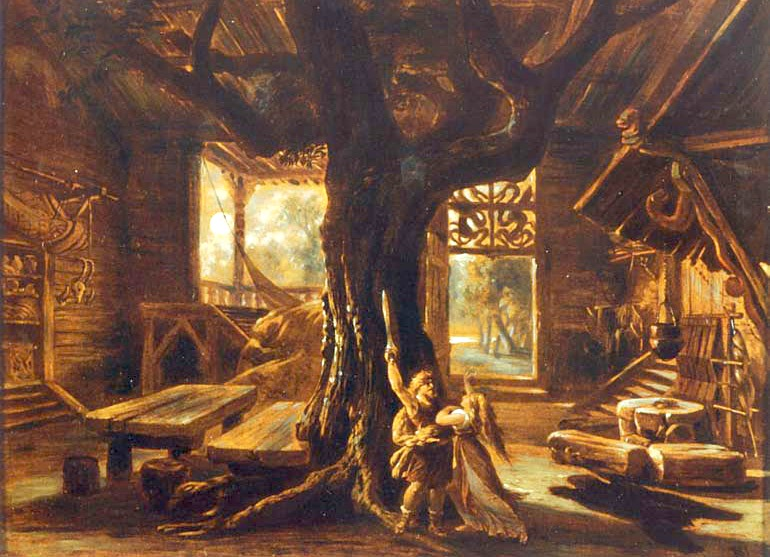
По мнению учёных, Древо Скорби напоминает конструкцию из оперы «Валькирия» Рихарда Вагнера (постановки 1876 года)

Работа Кобба была сочтена «историей отмен», имеющей целью «изобрести собственный фантастический мир и при этом сохранить исторический облик». Избегая греко-римских образов, часто использовавшихся в фильмах жанра пеплум 1960-х годов, он воспроизвёл мир, соединяющий в себе культуры Тёмных веков, например, монголов и викингов. В некоторых сценах прослеживается творчество Фразетты о Конане, например, «полуобнажённая рабыня, прикованная к колоне, и рычащий леопард у её ног» (из сцены оргии культа Змеи). Дэвид Хаквейл, преподаватель Открытого университета и ведущий BBC Radio, выразил мнение, что дизайны Древа Скорби и костюмов очень похожи на те, что использовались в цикле опер Рихарда Вагнера «Кольцо нибелунга» постановки 1876 года в Байройтском фестивальном театре. Основные съёмки были завершены в середине мая 1981 года. Сожжение деревни киммерийцев и храма Сета было осуществлено съёмочной группой только после полного завершения съёмок на данных участках.

#### Трюки и мечи
Некоторые боевые сцены в фильме были сняты с использованием мини-джиба (электронной камеры дистанционного управления, закреплённой на лёгком передвижном кране); соответствующую технику разработал Ник Аллдер (руководитель по спецэффектам) при работе над фильмом «Убийца дракона» (1981). Исполнением трюков руководил Терри Леонард, ранее работавший как вместе с Милиусом, так и в других картинах, включая «Индиана Джонс: В поисках утраченного ковчега» Стивена Спилберга (1981). Шварценеггер, Бергман и Лопес исполнили основную часть трюков (включая бои) самостоятельно.
Перед съёмками трое актёров брали уроки боевых искусств. Начиная с августа 1980 года они тренировались у Киёси Ямадзаки, мастера по каратэ и фехтованию, который обучил их боевым стилям таким образом, чтобы они выглядели профессиональными фехтовальщиками. Каждое движение в бою они практиковали по меньшей мере 15 раз. Ямадзаки давал советы Леонарду касательно боевых сцен, а также исполнил в фильме роль одного из учителей Конана.
Над созданием оружия работали Тим Хачхаусен и кузнец Джоди Сэмсон. Особое внимание было уделено двум мечам, которыми владел Конан: мечу его отца (меч мастера) и мечу, который герой обнаруживает в гробнице (меч атланта). Оба оружия были созданы по проектам Кобба. Лезвия ковались вручную из высокоуглеродистой стали, термически обрабатывались и оставлялись незаточенными. Рукоятки и навершия были слеплены и отлиты при помощи выплавляемой модели; надписи на лезвиях были выбиты с помощью электроэрозионной обработки. Сэмсон и Хачхаусен создали четыре экземпляра обоих мечей; каждый стоимостью в 10 000 долларов. Копии меча атланта после прихода в негодность были подарены членам съёмочной группы.
Сэмсон и Хачхаусен пришли к выводу, что оружие было тяжёлым и несбалансированным, и поэтому не подходило для настоящего боя. Лёгкие образцы были созданы из алюминия, стекловолокна и стали; именно они использовались при съёмках боевых сцен. По словам Шварценеггера, при близкой съёмке использовались тяжёлые мечи. Остальное оружие создавалось менее тщательно; тальвар Валерии был отлит из алюминиевого листа.
Для воспроизведения обильного количества крови в боевых сценах к телам актёров привязывались пакеты с искусственной кровью. Для симуляции человеческой крови на полу была разлита кровь животных, взятая из скотобоен. В сценах убийства в основном использовались ненастоящие мечи. Данные мечи, сконструированные Аллдером, имели выдвижные лезвия, а из их наконечников распылялась кровь. Хотя предполагалось, что использование этих мечей будет для актёров безопасным, Бергман в одной из сцен спарринга случайно порезала палец.
Несчастные случаи случались также и при исполнении трюков, не связанных с оружием. Так, каскадёр во время езды галопом на лошади разбил лицо о камеру, а на Шварценеггера напала одна из дрессированных собак. Использование живых зверей вызвало обеспокоенность по поводу жестокого обращения с животными; Американская ассоциация гуманности включила фильм в свой «запрещённый список». Перечисленные нарушения включали в себя избиение собаки, удар по голове верблюда и подножку бегущей лошади.

#### Технические эффекты

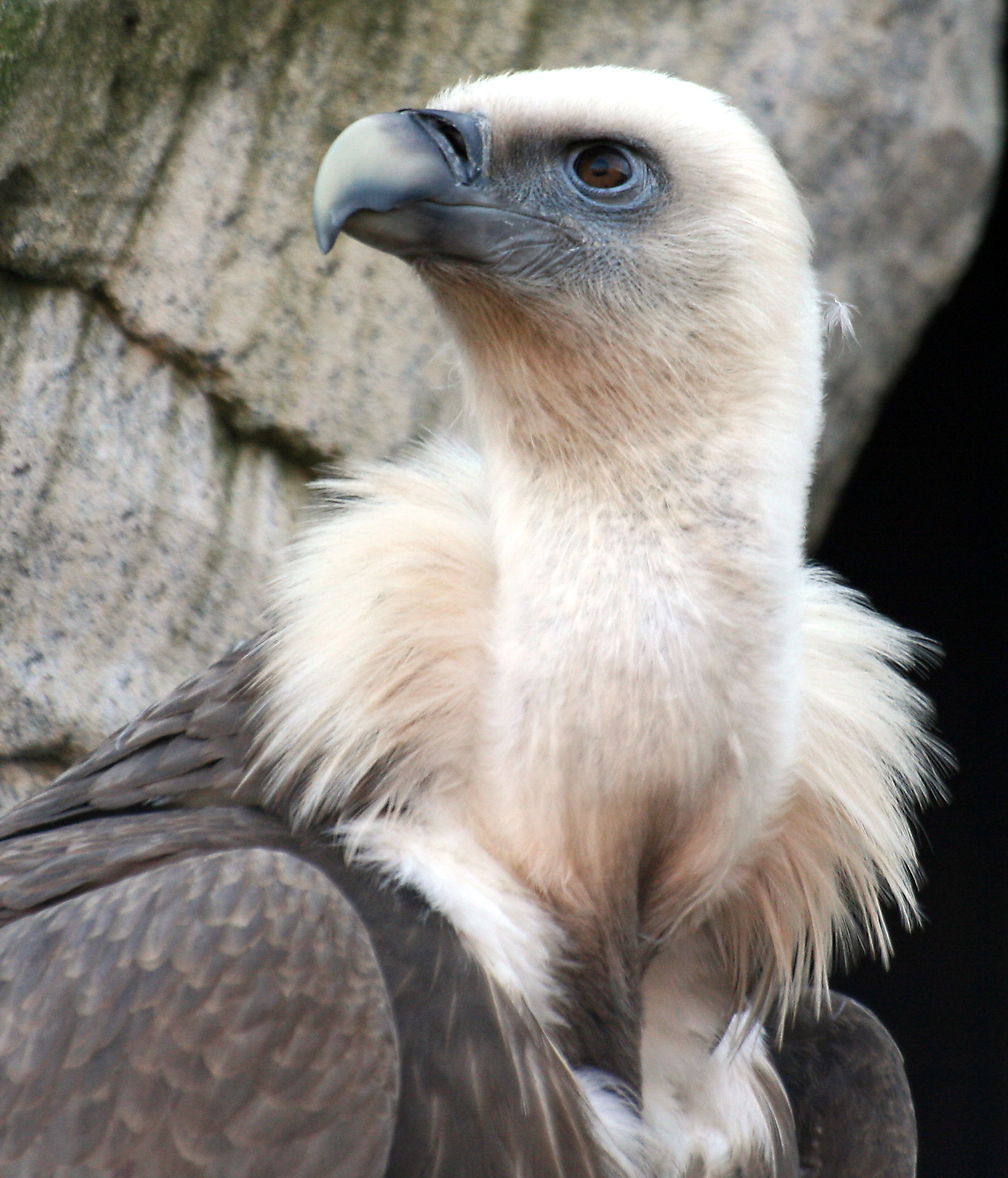
Для съёмок сцены, в которой Шварценеггер кусает за шею стервятника, использовался манекен, сделанный из тела мёртвой птицы

За манекены человеческих тел и их частей были ответственны Карло Де Маркиз и Колин Артур. Манекены тел использовались для имитации мёртвых людей, а части тел применялись в сценах после боёв и людоедской оргии культа. Сцена обезглавливания Тулса Дума снята с использованием манекена, от которого при помощи невидимой цепочки была отделена голова. Сцена обезглавливания матери Конана была более сложной: преграда из плексигласа, установленная между Джонсом и Надиуской, остановила взмах оружием, после чего через поле зрения камеры была сброшена искусственная голова. При близких съёмках использовалась более сложная модель головы, движения которой контролировались при помощи кабелей, скрытых под снегом.
Аллдер создал 11-метровую механическую змею стоимостью в 20 000 долларов для сцены боя в башне Змей. Её скелет был сделан из дюралюминия, а кожа — из поролона. Управление осуществлялось при помощи стальных канатов и гидравлики. Позднее было создано ещё две змеи такого же размера: одна для стационарных съёмок, и вторая — для сцены обезглавливания чудовища героем Шварценеггера. При съёмках сцены Древа Скорби бригада привязала к веткам живых стервятников, а в момент укуса героем птицы была задействована механическая модель. При создании данного манекена использовались перья и крылья мёртвого стервятника, а механизм управления им располагался внутри дерева.
Согласно Сэммону, «одним из лучших спецэффектов в фильме было превращение Тулса Дума в гигантскую змею». Сцена включает в себя макеты частей тела, живых змей и их чучел, миниатюры и другие трюки с камерой, собранные в единую последовательность. Сначала сам Джонс снимался в неподвижном положении, затем на место актёра поместили полый каркас с резиновой маской, которая была вытолкнута изнутри при помощи искусственной головы змеи, что создавало иллюзию изменения лицевых костей Дума. Затем голова была заменена механической змеёй; пока она выдвигалась наружу, член съёмочной группы нажимал на педаль, чтобы медленно свернуть каркас. В последней части сцены изображена настоящая змея в миниатюрном варианте.

#### Оптические эффекты

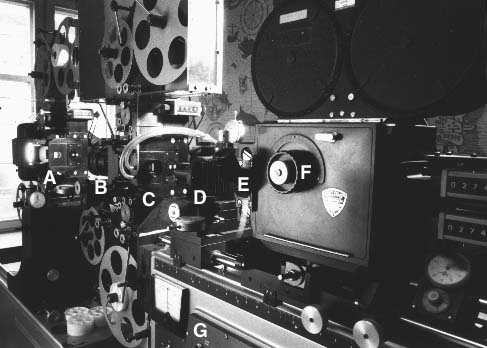
Специальные оптические эффекты были созданы при помощи двойного оптического устройства, через которое проходила плёнка

В фильме было задействовано несколько оптических эффектов. Милиус неоднозначно относился к элементам фэнтэзи, предпочитая сюжет, где герой достигает цели собственными усилиями без опоры на сверхъестественное. Режиссёр также говорил, что при работе со спецэффектами следовал советам Кобба и других членов группы. Разработкой оптических эффектов занималась компания Питера Курана под названием Visual Concepts Engineering (VCE), нанятая в октябре 1981 года. VCE ранее работала с такими кинофильмами, как «Индиана Джонс: В поисках утраченного ковчега» и «Убийца дракона». Среди задач, которые были поставлены перед её сотрудниками, было воспроизведение блеска и сверкания «Глаза Змея» и доспехов Валерии в конце фильма. В фильм вошли не все эффекты, созданные VCE: языки пламени погребального костра Валерии были изначально увеличены, однако данный эффект был исключён из окончательной версии «Конана».
Для сцены, где Валерия и Субатай спасают Конана от призраков, компанией Джорджа Лукаса Industrial Light & Magic были созданы «бурлящие облака», а перед VCE стояла задача создать самих призраков. Их первая попытка прогнать видеоряд через ёмкость с вязким раствором встретила протесты продюсеров, посчитавших, что получившиеся призраки слишком похожи на тех, что были в фильме «Индиана Джонс: В поисках утраченного ковчега», поэтому VCE прибегла к использованию анимации. Сначала сотрудники нарисовали мускулистых воинов в обличье призраков, а полученный видеоматериал внедрили в фильм при помощи анимационного стенда и контактных отпечатков. При помощи анимации в сцену были добавлены блики; намерение VCE использовать для этого старый объектив привело к тому, что полученные изображения призраков напоминали реальные объекты, снятые на камеру. Окончательно сцена была снята путём прогонки плёнки с анимационными эффектами и плёнки с живым действием через двойную оптическую камеру и записи результата на обычную камеру.

### Музыка
Для написания музыкального сопровождения к фильму Милиус пригласил в проект своего друга Бэзила Поледуриса; ранее они вместе работали над фильмом «Большая среда». Обычной практикой в киноиндустрии было приглашать композитора уже после съёмок основных сцен фильма, однако Милиус пригласил Поледуриса до начала съёмок. Композитор имел возможность писать музыку к фильму по первым отснятым кадрам, внося определённые изменения в течение процесса съёмок, а в конце записал на плёнку окончательный результат. В процессе звукозаписи Поледурис активно использовал систему Musync, изобретённую Робертом Ренделсом (впоследствии номинированным на премию «Оскар» за научные достижения), для того чтобы изменять темп музыки и синхронизировать её с видеорядом. Система значительно упростила и ускорила работу — она позволяла автоматически регулировать темп, когда пользователь менял местоположение источника звука. «Конан-варвар» стал первым фильмом, где используется система Musync.
На протяжении съёмок Милиус и Поледурис обменивались идеями, прорабатывая темы и «эмоциональные оттенки» каждой сцены. По словам Поледуриса, Милиус представлял свой будущий фильм оперой, где будет мало диалогов или вообще их не будет; Поледурис написал достаточное количество музыкальных композиций к фильму (общей длительностью приблизительно 2 часа). Это был его первый фильм, где он задействовал масштабную оркестровую музыку; в характеристике его работы фигурировало мнение, что он часто замедлял темп последних двух тактов перед переходом к следующей музыкальной композиции. Поледурис рассказывал, что в музыкальном сопровождении он использовал наиболее примитивные интервалы пятой ступени; третья и шестая ступени вводились в процессе развития сюжета. Композитор несколько раз посещал места съёмок для ознакомления с окружающей обстановкой, которую должна была сопровождать музыка. По завершении основных съёмок Милиус прислал ему две копии фильма: одну без музыки, и вторую со сценами, подстроенными под музыку Рихарда Вагнера, Игоря Стравинского и Сергея Прокофьева, чтобы описать эмоциональные подтексты, которые ему нужны.
Поледурис рассказывал, что изначально он создавал мелодии; общая картина поддерживалась ритмами. Первым черновым вариантом стала поэма, исполненная под гитару, где Поледурис представил себя бардом среди варваров. Данная музыка легла в основу композиции «Тайна стали», наполненной «массивными звуками меди, струн и перкуссией»; она же стала личной темой Конана. Отрывок впервые звучит в сцене, где отец Конана рассказывает ему о тайне стали. Лоренс И. Макдональд, профессор музыки Общественного колледжа Мотта, выразил мнение, что тема вызывает соответствующие эмоции во время повторения в сцене, где Конан клянётся отомстить за своих родителей. Основная музыкальная тема фильма — «Наковальня Крома», звучащая в начале фильма и в нескольких других сценах.
К октябрю 1981 года Поледурис завершил музыкальную композицию, которая сопровождала нападение на деревню Конана. Милиус первоначально хотел, чтобы появление отряда Дума сопровождало хоровое выступление по мотивам произведения Carmina Burana Карла Орфа. Однако после просмотра фильма «Экскалибур» (1981) он передумал и попросил композитора написать собственную музыку для данной сцены. Музыка Поледуриса содержит в себе «энергичные хоровые пассажи», воспеваемые последователями колдуна, чтобы восхвалять своего лидера. Текст был написан на английском языке, а затем неточно переведён на латынь; Поледурис «больше беспокоился о том, как латинские слова будут звучать в песне, а не об их смысле». Он объединил слова с мелодией, написанной на основе григорианского песнопения Dies irae, которое было выбрано для того, чтобы «передать жестокость действий Тулса Дума и трагичность последствий».
Музыка фильма, по мнению критиков, передаёт чувство силы, энергии и брутальности, хотя в ней присутствуют и деликатные моменты. Интимную сцену между Конаном и Валерией сопровождали звуки гобоев и струнных инструментов, навевая чувство романтики и эмоциональной интенсивности. По словам Макдональда, Поледурис не последовал практике сопровождения любовных сцен музыкой периода романтизма; вместо этого он воссоздал меланхолическую любовную мелодию, уникальную своими незначительными деталями. Киножурналист Дэвид Морган счёл, что на «ритмичные романтические мелодии» повлияла восточная культура. Пейдж Кук описывает музыкальное сопровождение фильма «Конан-варвар» как «большой холст, изрисованный красочной, но очень чувствительной кистью. В схеме Поледуриса кроется врождённый талант, а достигнутый результат выражен крайней интенсивностью».
Запись музыки, начатая Поледурисом в конце ноября 1981 года, велась на территории Рима в течение трёх недель. Он привлёк к работе оркестр из 90 инструментов и хор из 24 человек из академии Св. Цецилии; каждого члена он выбирал лично. Руководил оркестром Грейг Макричи, часто сотрудничавший с Поледурисом. Звуки хора и оркестра записывались раздельно. Звуковые дорожки, музыка и диалоги были сведены в одноканальное звучание; «Конан-варвар» стал последним фильмом, который был выпущен крупной студией, но имел одноканальный звук. По словам Поледуриса, Рафаэлла Де Лаурентис не стала оплачивать стоимость стереосаундтрека (30 000 долларов) и была обеспокоена недостаточным количеством кинотеатров, снабжённых стереосистемами.

## Тематика
Сталь всегда несла в себе тайну. Ты должен узнать её, маленький Конан. Ты должен понять её суть. Никому, никому в этом мире ты не можешь доверять. Ни мужчинам, ни женщинам, ни чудовищам. (Указывает на меч) А вот этому ты можешь доверять.
Основная тема фильма «Конан-варвар» — тайна стали. В начале фильма отец Конана рассказывает своему сыну о тайне стали и призывает верить только в неё. Первоначально веря во власть стали, Тулса Дум нападает на деревню Конана с целью похитить меч мастера. В дальнейшем Конан отправляется в путешествие и находит оружие, в которое призывал верить его отец. Тема оружия давно устоялась в литературе; учёный Карл Джеймс Гриндли отметил, что в различных произведениях древности, например, в «Илиаде» Гомера, «Беовульфе» и поэме «Сэр Гавейн и Зелёный Рыцарь» особое внимание уделено вооружению героев. Гриндли также сообщил, что в «Конане-варваре», как и в других боевиках того времени, оружие скорее является неотъемлемым сюжетным элементом, чем символом достоинств персонажей. Джеймс Уитларк посчитал, что тайна стали придаёт ироничность сделанному в фильме акценту на оружие; она создаёт иллюзию, что оружие имеет некую собственную силу, а позднее выясняется, что само по себе оно бесполезно и зависит от силы своего владельца. В одной из поздних сцен фильма Дум высмеивает сталь, заявив, что сила плоти мощнее. Когда Конан возвращает себе меч отца, его лезвие уже сломано им самим. Согласно Гриндли, тот момент, когда Конан ломает меч своего отца, отражает мысль Гомера о том, что «не меч создаёт героя, а герой создаёт меч». Фильм, по словам Уитларка, «предлагает вниманию фантазию о человеческой мощи, превышающей пределы возможностей обычного человека». Пассман соглашается с данной мыслью, подчёркивая также, что в фильме человеческий разум и эмоции сильнее, чем физическая сила.
Ещё один литературный троп, найденный в сюжете фильма — представление о том, что после смерти происходит отправление в загробный мир, а затем перерождение. Дональд И. Палумбо, профессор общественного колледжа Лорейна, подчёркивал, что в отличие от большинства фэнтэзи-фильмов, в «Конане» основная идея загробных путешествий отражает смысл смерти и перерождения. По его мнению, первая сцена, где фигурируют все три аспекта — освобождение Конана из рабства. Убегая от стаи собак, он попадает в гробницу, где находит меч, после чего сбивает с себя цепь и обретает новые силы. Позднее Конан проходит ещё два испытания, где изобилует смерть: сначала он сражается с гигантской змеёй внутри башни Сета, а затем в подземельях храма Дума видит, как последователи культа употребляют в пищу человеческую плоть. Смерть Валерии и последующее возвращение к жизни (хотя и временно), мучения Конана во время распятия были сочтены символическими. Хотя данная сцена может напомнить христианские образы, ассоциации между сюжетом фильма и религией не находили подтверждения. Сам Милиус заявлял, что его фильм полон языческих образов, это же мнение разделяли и кинокритики Дерек Элли и Джек Кролл. Профессор Адрианского колледжа Джордж Эйхл предположил, что сцена распятия имеет явную маркетинговую подоплёку — поддразнить зрительскую аудиторию религиозными коттонациями. Он тем не менее выразил мнение, что история Конана может быть рассмотрена как аналогия жизни Христа и наоборот. Кинокритик Найджел Эндрюс счёл, что все связи с христианством в большей степени связаны с созданием фильма.

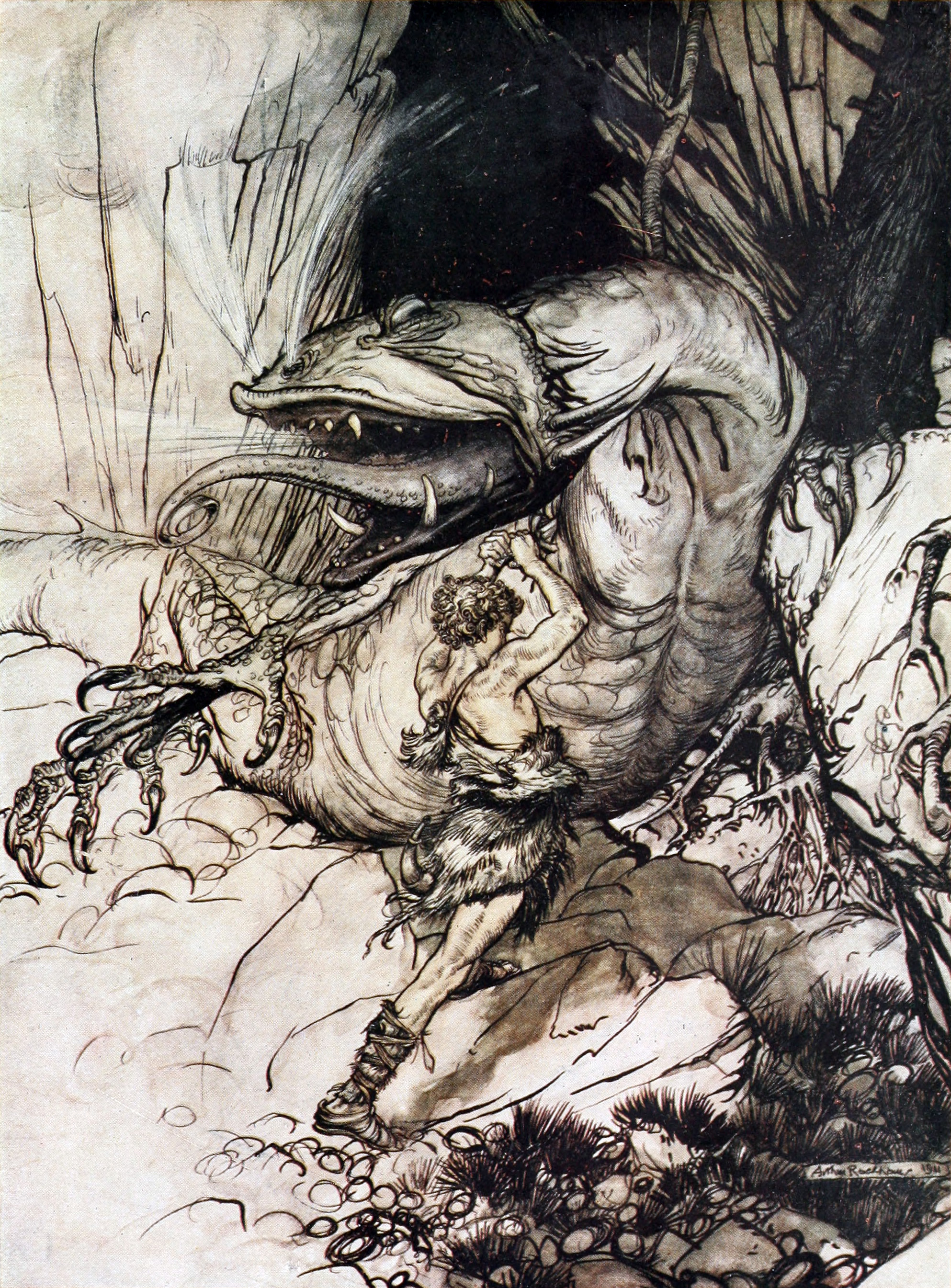
Убийство Конаном гигантской змеи напоминает убийство Зигфридом Фафнира в операх Вагнера «Кольцо нибелунга»

Затея Милиуса сделать свой фильм оперой была замечена критиками; Элли и Хаквейл проследили связи с операми Вагнера. Согласно Хаквейлу, открывающая заставка фильма весьма близка к сцене ковки в опере «Зигфрид». Путешествия Конана и его мучения напомнили критику испытания главного героя: свидетельство смерти своих родителей, взросление в рабстве, убийство гигантского дракона. Кроме того, внешность Шварценеггера также вызвала у учёного аналогии с Зигфридом. Идея расового превосходства подверглась критике со стороны Джима Хобермана и Джеймса Уолкотта; они оба подчеркнули, что эпиграф к фильму принадлежит философу Фридриху Ницше, а главный герой имеет образ сверхчеловека. Эберт выразил обеспокоенность изображением в фильме того, как «северный сверхчеловек противостоит чёрным», и что «мускулистый белый человек отрубает голову темнокожему и презрительно сбрасывает её вниз». Данное опасение разделил также учёный Адам Робертс, назвавший «Конана-варвара» образцом фэнтэзи-фильма начала 1980-х годов, который в той или иной степени связан с фашистской идеологией. Согласно Робертсу, подобные фильмы следовали идеям и эстетике немецких фильмов Лени Рифеншталь. Робертс предупреждал, что данное утверждение о связи с фашизмом является субъективным мнением. Кинокритик Ричард Дайер сказал, что подобные ассоциации были неточны и стали следствием заблуждений в философии Ницше. Учёные в области философии заявляли, что киноиндустрия часто неверно интерпретировала идеи о сверхчеловеке.
Фильм «Конан-варвар» также рассматривался как продукт своего времени — темы фильма отражают политический климат США периода 1980-х годов. В период президентства Рональда Рейгана продвигались идеи индивидуализма. В своих выступлениях Рейган подчёркивал моральную ценность индивида, призывая американцев сделать страну успешной и выступать против Советского Союза в Холодной войне. Доктор Дэйв Саундерс провёл взаимосвязь между аспектами фильма «Конан-варвар» и рейганизмом — консервативной идеологией, которая находила своё отражение в политике президента. Выступление Конана против Дума Саундерс уподобил американским кампаниям, выбор оружия героя (мечи) — стремлению Рейгана и Милиуса противостоять СССР только духовно или при помощи простого оружия, а храм Дума — Московскому Кремлю. Конан в интерпретации Саундерса предстал американским героем, который черпает силы благодаря испытаниям и невзгодам, чтобы уничтожить злых врагов. Келлнер и Майкл Райан обозначили ещё одного врага американского индивида — чрезмерно властное федеральное правительство. В самих Соединённых Штатах связь с индивидуализмом подтверждена не была — историк Джеффри Ричардс считал, что фильм был популярен в основном среди молодёжи Великобритании. Киновед Робин Вуд предположил, что в данном случае связь между фашизмом и индивидуализмом весьма тонка; он также посчитал, что «Конан-варвар» — единственный фильм своей эпохи, который в открытую прославляет идеалы фашизма в той манере, в которой это могло бы порадовать Рифеншталь.
В исследованиях фильма также рассматривалась сексуальная политика. В начале 1980-х годов феминистское движение сокращалось, а в боевиках того времени пропагандировалась маскулинность. Женщины в таких фильмах обычно изображались проститутками, служанками или воительницами, одевающимися в откровенные наряды. Фильм о Конане дал своим зрителям отважного героя, который самостоятельно преодолевает все трудности. Американский постер к фильму от Ренато Касаро содержит сексуализированное изображение двух главных героев — Конана и Валерии. Оба героя носят открытые костюмы, длинные сапоги и длинные волосы. В то время как Конан высоко поднимает свой меч, Валерия приседает. Согласно мнению Рикки Шубарт, критики не воспринимали Валерию как сильную женщину — для них она стала традиционной «подружкой» воина-мужчины, имеющей сексуальное тело.

## Выпуск
В 1980 году продюсеры начали рекламную кампанию в поддержку фильма. Постеры были развешены в кинотеатрах по всему США. Для плакатов использовались рисунки Фрэнка Фразетты, которые были представлены на обложке романа «Конан искатель приключений» (англ. Conan the Adventurer) 1966 года. Лаурентис хотел, чтобы «Конан-варвар» вышел на экраны на Рождество 1981 года, но представители компании Universal потребовали продолжить редакторскую работу после того, как они посмотрели предварительную версию фильма в августе. Инсайдер из Голливуда сказал, что они были озабочены сценами насилия в фильме. Премьера была отложена до следующего года для внесения необходимых изменений. Был вырезан ряд сцен из начала фильма (нападение Тулса Дума на деревню), в частности, крупный план отрубленной головы матери Конана; после внесённых изменений композитору Бэзилу Поледурису пришлось срочно адаптировать написанный саундтрек. В окончательный вариант фильма также не попал эпизод, в котором Субатай убивает монстра на вершине Башни змей, а также сцена, в которой Конан отрубает руку карманнику на базаре. Милиус планировал, что длительность фильма составит 140 минут, однако финальная версия длилась 129 минут. По словам Рона Кобба, расходы на съёмки фильма составили почти 20 миллионов долларов к моменту завершения проекта.
19 февраля 1982 года в Хьюстоне, штат Техас, было показано небольшое превью фильма. В последующие месяцы подобные превью были показаны в 30 городах по всей стране. В Вашингтоне любители кинематографа образовали длинные очереди на улицах, из-за которых стали появляться автомобильные заторы. Билеты в Денвере были очень быстро распроданы; в Хьюстоне более 1000 человек не успели приобрести билеты. Большинство людей, пришедших на просмотр превью, были мужчинами. Один из них отметил: «Бо́льшая часть аудитории состояла из них белых людей с короткой стрижкой; возраст соответствовал учащимся колледжа или университета. Это были не панки или рокеры, но очень многие из них были мускулистыми». 16 марта состоялась мировая премьера на церемонии вручения премий Fotogramas de Plata в Мадриде. Месяц спустя фильм вышел на экраны Испании и Франции. Распространением фильма за рубежом занималась корпорация 20th Century Fox. Изначально Universal планировала, что премьера фильма в США состоится на выходных перед Днём памяти — в это время начинается летний сезон и учебные заведения закрываются на долгие каникулы. Однако во избежание конкуренции с другими ожидаемыми высокобюджетными фильмами, было решено перенести дату первого показа. Таким образом, 14 мая 1982 года фильм вышел на экраны в 1400 кинотеатрах по всей территории США.

## Признание и охват

### Отзывы и критика
Мнения критиков о фильме разделились. Профессор Ганден отметил, что «на каждый положительный отзыв о фильме приходится два отрицательных». Эту ситуацию наглядно иллюстрируют мнения Роджера Эберта из Chicago Sun-Times и Ричарда Шикела из Time. Эберт назвал фильм «великолепным фэнтези для замкнутых подростков», тогда как Шикел охарактеризовал фильм как «„Звёздные войны“ для психопатов; глупый и отупляющий».

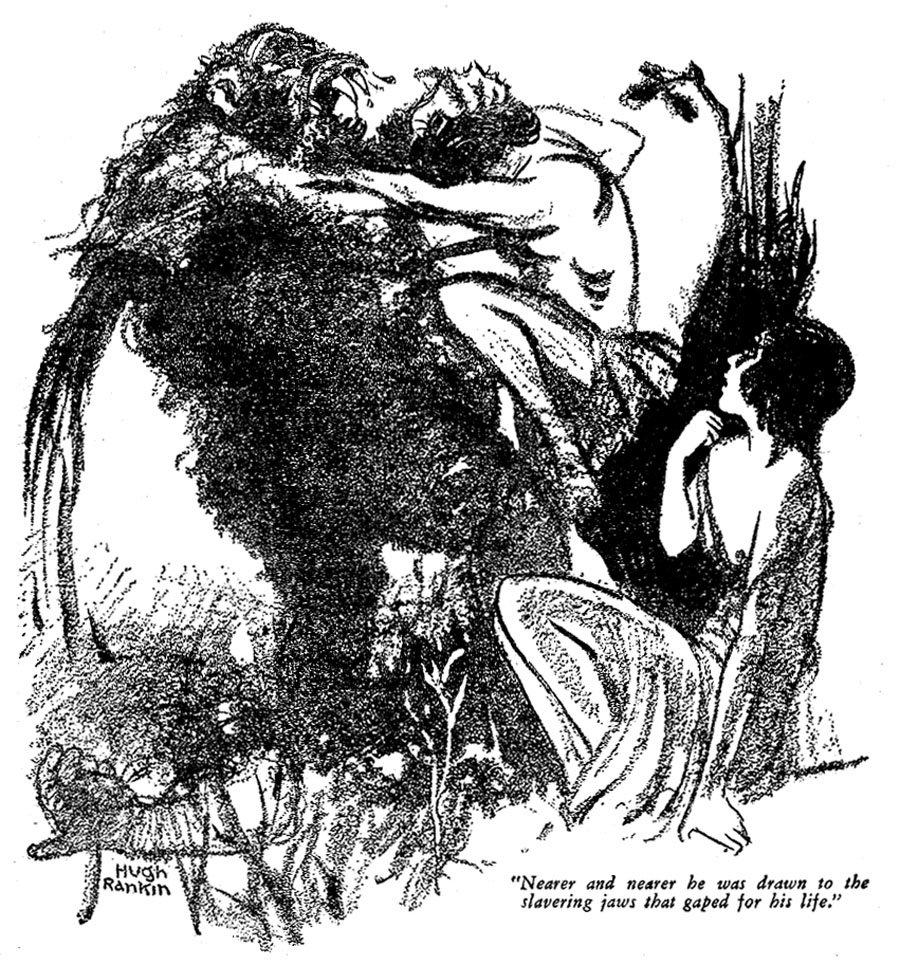
Критики отмечали большое количество присутствующей в фильме жестокости, которая несопоставима с представлениями Говарда (иллюстрация Хью Ранкина в журнале Weird Tales)

Во время выпуска «Конана» газеты и журналы были склонны осуждать сцены насилия в голливудских фильмах; обычно в боевиках герой достигал своей цели путём уничтожения всех на своём пути. «Конан» подвергался особенно активной критике за сцены насилия, которые Джек Кролл из Newsweek назвал «безрадостными и неприятными». В одной из статей для San Francisco Chronicle Стю Шрайберг посчитал, что всего в фильме было убито 50 человек. Однако ряд других критиков имел другое мнение насчёт этих сцен. Так, Дэвид Денби писал в своём обзоре для журнала New York Magazine, что сцены насилия — это одна из немногих положительных сторон фильма; тем не менее, такие эпизоды, как обезглавливание матери Конана, не несут никакой смысловой нагрузки. С другой стороны, Винсент Кэнби, Карлос Кларенс и Паскаль Мэригью были единодушны в своём мнении касательно того, что сцены насилия не оправдали их ожиданий: замысел фильма и произведения Говарда предполагали более жестокие эпизоды. По мнению Пауля Сэммона, вырезание сцен для смягчения некоторых жестоких эпизодов привело к тому, что они стали «похожими на мультяшные».
Сравнение с повестями Говарда также породило противоречивые мнения. Дэнни Пири и Ричард Шикел ожидали, что фильм, основанный на повестях и комиксах будет лёгким или шаблонным; введение Милиусом ницшеанской идеологии, по их мнению, оказалось неподходящим решением. Другие журналисты не были впечатлены тем, как Милиус воплотил идеи Говарда; Джеймс Уолкотт назвал фильм тяжёлым для восприятия, а Джек Кролл отметил, что сюжету не хватило содержательности. Однако темы индивидуализма и язычества нашли поддержку среди зрителей; идея воина, который полагается только на своё мастерство и способен преодолеть все преграды на своём пути, понравилась многим молодым людям. Уолкотт писал в Texas Monthly, что эти идеи привлекают «98-фунтовых слабаков, которые хотят втоптать в песок своих обидчиков и увидеть, как у крошки в бикини от восторга перехватит дыхание». Кролл считает, что аудитории понравилось насилие и резня, но к «философской начинке» многие отнеслись скептически. Кроме того, преданным фанатам творчества Говарда не понравился созданный в фильме образ Конана. Также возникли разногласия касательно происхождения главного героя, так как в своих повестях Говард иначе описывал детство Конана. Точку зрения этих фанатов поддерживает Керри Броугер, но Дерек Элли, Кларенс и Сэммон утверждали, что Милиус точно следовал идеологии, изложенной в работах Говарда.
Также в обзорах часто упоминалась игра Арнольда Шварценеггера. Кларенс, Пири, Ганден и Найджел Эндрюс были среди тех журналистов, которые положительно отзывались о ней. По их мнению, физическая форма бывшего бодибилдера позволяла ему выглядеть очень убедительно в роли варвара. Эндрюс добавил, что Шварценеггер в роли Конана обладал определённым шармом — из-за своего акцента — и благодаря этому фильм стал более привлекательным для фанатов. Роял С. Браун из журнала Fanfare не был согласен с этой точкой зрения и радовался тому факту, что все фразы актёра, которые он говорит во время фильма, заняли всего «две печатные страницы». Шикел охарактеризовал игру Шварценеггера как «плоскую»; Кролл описал актёра как «скучную груду мяса с острым мечом, коллаж человека с грудными и спинными мышцами, у которого меньше стиля и остроумия, чем у маленькой девочки». Сэндал Бергман удостоилась положительных отзывов; по мнению критиков, она привнесла в фильм грацию и динамичность. Ганден посчитал, что фон Сюдов слабо вовлёкся в свою роль. Джеймс Эрл Джонс, по мнению Кларенса, исполнил роль Тулса Дума слишком фальшиво. Броугер не критиковал ни одного актёра за их игру, возложив вместо этого всю вину на сценарий Милиуса.

### Кассовые сборы и продажи
За первую неделю в мае 1982 года «Конан-варвар» собрал в прокате 9 479 373 долларов. Кассовые сборы в Северной Америке составили 39 565 475 долларов и 29 286 000 долларов по всему миру, что в общей сложности составило 68 851 475 долл. Фильм оказался на 17-м месте среди самых кассовых фильмов Северной Америки 1982 года. Согласно информации Мериан Кристи, интервьюера газеты The Boston Globe, фильм был коммерчески успешен также и в Европе и Японии. Дэвид А. Кук, профессор университета Эмори, посчитал, что продажи «Конана-варвара» в США оказались недостаточны для блокбастера; предполагалось, что фильм должен собрать не менее 50 млн долларов на территории одного континента.
Фильм был выпущен на видеокассете 2 октября 1982 года. Уровень продаж оказался достаточно высок; с момента своего выхода «Конан-варвар» оказался в списке Billboard Videocassette Top 40 («40 лучших фильмов на видеокассетах») и держался в нём 23 недели. По мотивам «Конана-варвара» была создана новелла, написанная Лином Картером и супругами де Кампами. Также Marvel выпустила комиксы по фильму, созданные по сценарию Михаэля Флейшера и нарисованные Джоном Бушемой; данный комикс стал одним из самых редких изданий, выпущенных компанией.

### Награды
«Конан-варвар» не получил никаких наград, но Hollywood Foreign Press Association отметил игру Сэндел Бергман и присудил ей награду «Золотой глобус начинающей звезде года — актриса». Саундтрек, написанный Бэзилом Поледурисом, получил 2-е место в списке лучших саундтреков к фильмам 1982 года по версии Films in Review, а в 2005 году номинирован American Film Institute (AFI) на внесение в список «Лучшая музыка в американских фильмах за 100 лет по версии AFI». Также фильм оказался среди номинантов в список 10 лучших американских фильмов в жанре фэнтези по версии AFI в 2008 году, а главный герой был номинирован на внесение в список 100 лучших героев и злодеев по версии AFI в 2003 году. Фильм также номинировался на премию «Золотая малина» в категории «Худший актёр» (Арнольд Шварценеггер).

## Влияние
В то время как большинство комиксов и pulp-изданий в период 1980-х годов не имело коммерческого успеха, «Конан-варвар» такого успеха достиг. Согласно мнению Сэммона, фильм стал образцом, на который ориентировались при съёмках кино жанра фэнтэзи, пока не был снят дебютный фильм Питера Джексона «Властелин колец: Братство Кольца» (2001); несколько картин аналогичного жанра признавались критиками копиями «Конана», например, «Повелитель зверей» (1982) и низкобюджетные фильмы «Непобедимый Атор» (1982) и «Ловчий смерти» (1983). Продолжение фильма, «Конан-разрушитель», было выпущено в 1984 году; Шварценеггер, Мако и Поледурис также приняли в нём участие. Более поздние адаптации сюжетов Говарда были признаны Сэммоном не настолько качественными, как оригинальный фильм. С 1983 по 1993 года выходило шоу The Adventures of Conan: A Sword and Sorcery Spectacular, являющееся спин-оффом «Конана-варвара».

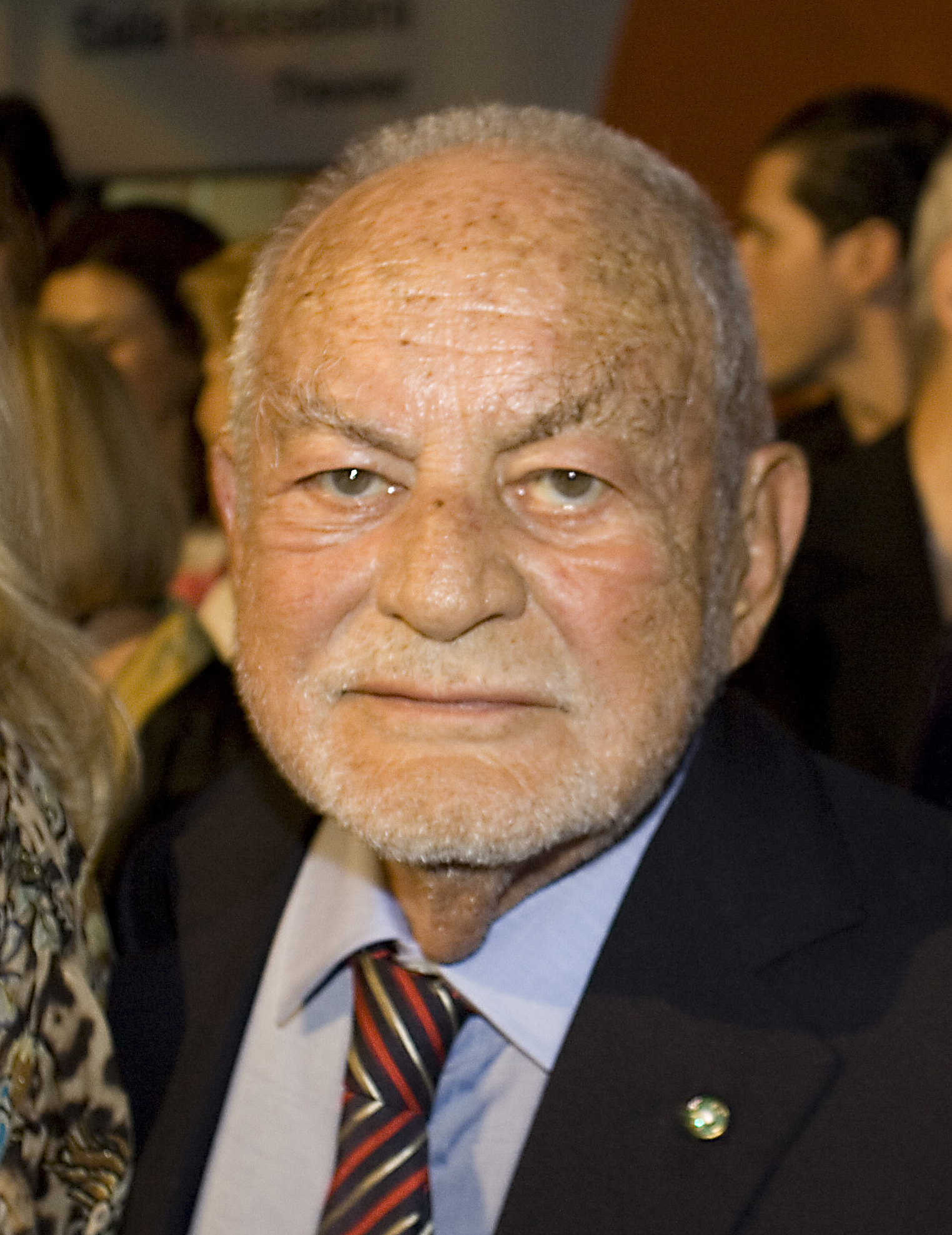
Более поздние фильмы продюсера Дино Де Лаурентиса (фотография 2009 года) не имели такого успеха, как «Конан-варвар»

Некоторые участники съёмок на короткое время приобрели популярность. Премия «Золотой глобус», полученная актрисой Сэндал Бергман за роль Валерии, стала её самым большим достижением в киноиндустрии; её последующие роли не были так же успешны. После успеха фильма «Кинг-Конг» в 1976 году продюсер Дино Де Лаурентис потерпел серию коммерческих неудач; фильм «Конан-варвар» должен был стать для него «поворотным моментом». Однако несмотря на то, что и оригинальный фильм, и сиквел были коммерчески успешны, последующие крупнобюджетные проекты продюсера оказались провальными, и в 1988 году Де Лаурентис был вынужден объявить о своём банкротстве. Для Джона Милиуса «Конан-варвар» стал «наибольшим режиссёрским успехом» к моменту выпуска; его дальнейшая работа не принесла такого же успеха и популярности.
Прессман не получил какого-либо дохода от сборов фильма, однако он продал права на франшизу о Конане Де Лаурентису за 4,5 млн долларов и договорился о том, что получит 10 % от выручки любого сиквела фильма «Конан-варвар». Данная сделка спасла его от финансового краха, так как ранее при работе над фильмом «Старые парни» (1979) он накопил долги. Он также договорился с компанией Mattel о производстве коллекции игрушек по мотивам кинофильма. И хотя впоследствии руководители компании сочли фильм «Конан-варвар» слишком жестоким для детей и приостановили лицензию, Прессман убедил их дать ему разрешение на съёмки фильма об их новой линии игрушек Masters of the Universe. Одноимённый фильм обошёлся создателям в 20 млн долларов, а его кассовые сборы на территории США составили 17 млн..
Наибольшего успеха после выхода фильма достигли Бэзил Поледурис и Арнольд Шварценеггер. Поледурис приобрёл известность в киноиндустрии, а его музыка заслужила хвалебных отзывов от критиков. Макдональд назвал работу Поледуриса в фильме «одним из самых захватывающих музыкальных сопровождений десятилетия», а Пейдж Кук указал музыку в качестве единственной причины, по которой стоит смотреть данный фильм. После прослушивания музыки к фильму «Конан-варвар» Пол Верховен пригласил Поледуриса стать композитором своих фильмов «Плоть и кровь» (1985) и «Робот-полицейский» (1987). Музыкальное сопровождение к фильму Верховена «Вспомнить всё» также было создано под влиянием «Конана-варвара»; композитор Джерри Голдсмит при написании музыки основывался на композициях Поледуриса.
«Конан-варвар» принёс Шварценеггеру мировую известность в качестве кинозвезды и установил образ его будущих ролей: «холодный, мускулистый, невыразительный, но всё же привлекательный». Его роль варвара часто ассоциировалась с ним самим — участвуя в предвыборной кампании Джорджа Буша, Шварценеггер был представлен как «Конан-республиканец» — данное прозвище сопровождало его на протяжении всей политической карьеры и часто повторялось прессой, пока он занимал пост губернатора Калифорнии. Сам Шварценеггер был доволен тем, какую славу ему принёс данный фильм, и называл роль Конана «подарком судьбы для своей карьеры». Будучи губернатором Калифорнии, он держал у себя в кабинете экземпляр меча атланта, иногда позируя с ним перед посетителями. В своих речах он часто произносил фразу своего героя «Сокрушать твоих врагов, видеть, как они убегают от тебя, и слышать плачи их женщин».
В честь Суботая, которого в фильме сыграл Джерри Лопес, был назван вид динозавров — Ozraptor subotaii.